# Air City
Air City (hangeul: 에어시티, latinizzazione riveduta: E-eo siti) è una serie televisiva sudcoreana trasmessa su MBC dal 18 maggio all'8 giugno 2007.

## Trama
Han Do-kyung è stata appositamente scelta dal direttore dell'Aeroporto Internazionale di Seul-Incheon per gestire le operazioni della struttura; nonostante la paga sia pari ad un terzo rispetto a quella del suo lavoro precedente, la donna accetta volentieri di tornare in Corea da Singapore per assumere l'incarico. Equilibrata, capace di parlare cinque lingue diverse e in grado di restare calma e controllata in qualsiasi circostanza, Do-kyung convive però con le ferite emotive causate dall'allontanamento dalla sorella Yi-kyung, una pilota.
La flemma di Do-kyung viene messa alla prova quando incontra Kim Ji-sung, un avventato agente del National Intelligence Service. Agendo d'istinto ogni volta che pensa che la sicurezza nazionale sia in pericolo, egli viola spesso le regole, entrando in contatto costante, e talvolta in conflitto, con lei. Dopo essere stato assegnato all'aeroporto, Ji-sung vi rincontra la dottoressa Seo Myung-woo, sua ex-ragazza ora impiegata alla clinica del terminal, con la quale aveva avuto una brutta rottura.
Un altro impiegato della struttura è Kang Ha-joon, amico d'infanzia di Do-kyung e addetto alle telecamere di sicurezza, dal carattere irascibile ma gentile, che gli ha permesso di stringere rapporti d'amicizia con tutti i colleghi, anche con gli addetti alle pulizie. Mentre rinnova la sua amicizia con Do-kyung, per la quale diviene una grande fonte di sostegno, Ha-joon si innamora di lei, ma suoi sentimenti restano non corrisposti, giacché Ji-sung e Do-kyung, nonostante i litigi e il passato ancora aperto, finiscono con l'innamorarsi l'uno dell'altra.

## Personaggi
- Kim Ji-sung, interpretato da Lee Jung-jae
- Han Do-kyung, interpretata da Choi Ji-woo
- Kang Ha-joon, interpretato da Lee Jin-wook
- Seo Myung-woo, interpretata da Moon Jung-hee
- Jang Nan-young, interpretata da Park Tam-hee
- Han Yi-kyung, interpretata da Lee Da-hee
- Im Ye-won, interpretata da Park Hyo-joo
- Min Byung-kwan, interpretato da Kwon Hae-hyo
- Ahn Kang-hyun, interpretato da Joo Sang-wook
- Noh Tae-man, interpretato da Kim Jun-ho
- Kim Soo-chun, interpretato da Kwon Young-jin
- Lee Jae-mu, interpretato da Jang Yong
- Choi Jung-hee, interpretata da Choi Ran
- Capo Uhm, interpretato da Yoon Joo-sang
- Go Eun-ah, interpretata da Shin Shin-ae
- Min-wook, interpretato da Jung Jin-moo
- Kim Jung-min, interpretato da Lee Sang-yoon
- Yoon Jong-hee
- Marco
- Lee Sun-ho
- Kim Yong-hee
- Seo Beom-shik
- Choi Jong-yoon
- Yeo Ho-min

## Colonna sonora
1. Every Day of Every Month (하루달) – TVXQ
2. All in Vain – TVXQ
3. Learning to Fly – Jieun
4. Preguntas (Query) (질문) – Kangta
5. Calling – Seo Hyun-jin
6. One Day (하루만) – The Grace
7. Fist 2 Fist
8. Man at Danger
9. Whooo 'R' U
10. Wishing U Were Here
11. Tension Builder
12. Labrynth Allegro
13. U Look Funky 2 Me
14. Every Day of Every Month (하루달) (Inst.)